# Powder Snow ～永無止境的冬季～
《Powder Snow ～永無止境的冬季～》（Powder Snow 〜永遠に終わらない冬〜）是日本音樂團體第三代J Soul Brothers的第8張單曲。於2012年11月14日由rhythm zone發售。

## 概要
- 《Powder Snow ～永無止境的冬季～》是第三代J Soul Brothers第三張專輯《MIRACLE》的先行單曲。
- A面曲《Powder Snow ～永無止境的冬季～》為朝日電視台節目《お願い!ランキング》2012年11月度片尾曲，亦是ABC-MART「stefanorossi」電視廣告歌曲。
- B面曲《FLAP YOUR WINGS》為ABC-MART「VANS BOOTS SNEAKER」電視廣告歌曲。
- 此單曲有2個版本，分別有「CD+DVD」和「CD ONLY」。「CD+DVD」收錄了《Powder Snow ～永無止境的冬季～》的Music Video。
- 在11月26日於公信榜单曲週排行榜取得第3位。

## 收錄曲目

### CD
1. Powder Snow ～永無止境的冬季～
（作詞：小竹正人、作曲：Daisuke Kahara / SHIKATA、編曲：Daisuke Kahara）
2. FLAP YOUR WINGS
（作詞：ArikA、作曲：BACHLOGIC / FAST LANE / JOVEEK MURPHY）
3. Powder Snow ～永無止境的冬季～（Instrumental）
4. FLAP YOUR WINGS（Instrumental）

### DVD
1. Powder Snow ～永無止境的冬季～（Music Video）

## 備註
1. ↑  . Oricon. 2012  [2013-06-20]. （原始内容存档于2013-04-25） （日语）.

## 外部連結
- 三代目J Soul Brothers「Powder Snow 〜永遠に終わらない冬〜 -short version-」ミュージック・ビデオ（页面存档备份，存于） - YouTube